# Bezvučni alveolarni ploziv
Bezvučni alveolarni ploziv suglasnik je koji postoji u praktički svim jezicima, a u međunarodnoj fonetskoj abecedi za njega se koristi simbolom [t].
Glas postoji u standardnom hrvatskom i svim narječjima; standardni pravopis hrvatskog jezika također se koristi simbolom t, (vidjeti slovo t).
Karakteristike su:
- po načinu tvorbe jest ploziv
- po mjestu tvorbe jest alveolarni suglasnik
- po zvučnosti jest bezvučan.